# Процес на шестимата
Процесът на шестимата (на гръцки: δίκη των έξι), или Екзекуция на шестимата, е военен трибунал в Гърция за предателство, който е създаден в края на 1922 година.
Подсъдими, осъдени и екзекутирани са 6 гръцки държавници. Подсъдими са общо 9-има, но са издадени само 6 смъртни присъди.
Шестимата са признати за виновни за загубата във втората гръцко-турска война завършила с така наречената първа национална и малоазийска катастрофа. 
На 8 септември 1922 година гръцката армия напуска столицата на елинизма в Азия – Смирна. На 9 септември 1922 година в града влиза турският авангард. На 11 септември 1922 година избухва известното въстание от 11 септември 1922 година, начело на което са полковниците Николаос Пластирас и Стилианос Гонатас. Сформиран е „революционен комитет“, който изисква абдикацията на краля и оставка на монархическото правителство, ведно със съд за виновниците за националната и военната катастрофа. Превратът е подкрепен от венизелиста Теодорос Пангалос.
Пред военния трибунал на 12 септември 1922 година са изправени Димитриос Гунарис, Георгиос Балтадзис, Николаос Стратос, Николаос Теотокис, Петрос Протопападакис, генерал Георгиос Хадзианестис (главнокомандващ в Мала Азия), които са екзекутирани на 15 ноември 1922 година. Другите трима подсъдими адмирал Михаил Гудас, генерал Ксенофонт Стратигос и принц Андрей Гръцки и Датски са също така признати за виновни, но са осъдени на затвор. Обаче бащата на Филип, херцог на Единбург е по това време на остров Корфу и се разминава с изтърпяването на присъдата за азиатската елинофилска катастрофа. 